# Abbühl
Abbühl oder Abbuehl ist ein Deutschschweizer Familienname, ursprünglich aus dem Kanton Bern.

## Herkunft und Bedeutung
Althergebrachte Heimatorte der Namensträger waren die Ortschaften Guttannen, Hasliberg, Meiringen, Därstetten, Oberwil im Simmental und Lauterbrunnen, alle im Kanton Bern gelegen. Per 2022 trugen 469 Personen in der Schweiz diesen Namen; davon alleine 37 in Därstetten (4,3 % der dortigen Bevölkerung).
Abbühl ist ein Wohnstättenname.

## Namensträger
- Emanuel Abbühl (* 1959), Schweizer Oboist, Dirigent und Hochschullehrer
- Martin Abbühl (* 1961), Schweizer Jazzmusiker (Geige, Gesang)
- Susanne Abbuehl (* 1970), Schweizer Jazzmusikerin (Gesang) und Hochschullehrerin